# Julio René Martínez
Julio René Martínez (n. 27 de septiembre de 1973) es un atleta de Guatemala especializado en la marcha atlética. 
A pesar de sus grandes éxitos en campeonatos continentales (véase tabla), participó en los Juegos Olímpicos de Atlanta 1996, Sídney 2000 y Atenas 2004 con discretos resultados.

## Mejores marcas
| Representando Guatemala                                               | Representando Guatemala                 | Representando Guatemala             | Representando Guatemala | Representando Guatemala |
| Año                                                                   | Competición                             | Lugar                               | Resultado               | Distancia               |
| --------------------------------------------------------------------- | --------------------------------------- | ----------------------------------- | ----------------------- | ----------------------- |
| 1990                                                                  | Copa Panamericana de Marcha             | Jalapa, México                      | 25º (1h:48:49)          | 20 km                   |
| 1993                                                                  | Juegos Centroamericanos y del Caribe    | Ponce, Puerto Rico                  | 3º (1h:29:43)           | 20 km                   |
| 1994                                                                  | Juegos Deportivos Centroamericanos      | San Salvador, El Salvador           | 1º (1h:27:45)           | 20 km                   |
| 1995                                                                  | Juegos Panamericanos                    | Mar del Plata, Argentina            | 3º (1h:23:50)           | 20 km                   |
| 1995                                                                  | Campeonato Centroamericano y del Caribe | Ciudad de Guatemala, Guatemala      | 2º (1h:25:10)           | 20 km                   |
| 1996                                                                  | Juegos Olímpicos de Atlanta             | Atlanta, Estados Unidos             | DQ                      | 20 km                   |
| 1997                                                                  | Copa del Mundo                          | Poděbrady, República Checa          | 5º (1h:18:51)           | 20 km                   |
| 1997                                                                  | Campeonato Centroamericano y del Caribe | San Juan, Puerto Rico               | 1º (1h:26:24) CR        | 20 km                   |
| 1997                                                                  | Campeonato Mundial                      | Atenas, Grecia                      | DQ                      | 20 km                   |
| 1997                                                                  | Juegos Deportivos Centroamericanos      | San Pedro Sula, Honduras            | 1º (1h:35:45)           | 20 km                   |
| 1998                                                                  | Campeonato Iberoamericano               | Lisboa, Portugal                    | 2º (1h:26:25)           | 20 km                   |
| 1998                                                                  | Juegos Centroamericanos y del Caribe    | Maracaibo, Venezuela                | 3º (1h:25:31)           | 20 km                   |
| 1999                                                                  | Juegos Panamericanos                    | Winnipeg, Canadá                    | 4º (1h:20:58)           | 20 km                   |
| 1999                                                                  | Campeonato Mundial                      | Sevilla, España                     | DQ                      | 20 km                   |
| 2000                                                                  | Juegos Olímpicos de Sídney              | Sídney, Australia                   | 43.º (1h:31:47)         | 20 km                   |
| 2001                                                                  | Campeonato Centroamericano y del Caribe | Ciudad de Guatemala, Guatemala      | 3º (1h:29:47)           | 20 km                   |
| 2001                                                                  | Juegos Deportivos Centroamericanos      | Ciudad de Guatemala, Guatemala      | 2º (1h:27:53)           | 20 km                   |
| 2002                                                                  | Campeonato Iberoamericano               | Ciudad de Guatemala, Guatemala      | 2º (1h:24:31)           | 20.000 m                |
| 2003                                                                  | Juegos Panamericanos                    | Santo Domingo, República Dominicana | DQ                      | 20 km                   |
| 2003                                                                  | Juegos Panamericanos                    | Santo Domingo, República Dominicana | DNF                     | 50 km                   |
| 2003                                                                  | Campeonato Mundial                      | Paris, Francia                      | DQ                      | 20 km                   |
| 2004                                                                  | Copa del Mundo                          | Naumburg, Alemania                  | 15º (3h:56:19)          | 50 km                   |
| 2004                                                                  | Juegos Olímpicos de Atenas              | Atenas, Grecia                      | DQ                      | 50 km                   |
| 2004                                                                  | Campeonato Centroamericano              | Managua, Nicaragua                  | 3º (1h:33:20)           | 20 km                   |
| 2005                                                                  | Campeonato Centroamericano y del Caribe | Nassau, Bahamas                     | 1º (1h:30:38)           | 20.000 m                |
| 2005                                                                  | Campeonato Mundial                      | Helsinki, Finlandia                 | 12º (3h:57:56)          | 50 km                   |
| 2006                                                                  | Campeonato Iberoamericano               | Ponce, Puerto Rico                  | DQ                      | 20.000 m                |
| 2006                                                                  | Juegos Centroamericanos y del Caribe    | Cartagena de Indias, Colombia       | 5º (1h:33:00)           | 20 km                   |
| 2007                                                                  | Campeonato Centroamericano              | San José (Costa Rica), Costa Rica   | 3º (1h:27:30)           | 20 km                   |
| 2007                                                                  | Juegos Panamericanos                    | Río de Janeiro, Brasil              | DQ                      | 20 km                   |
| DQ-Descalificación DNF-No finaliza la prueba CR-Récord del campeonato |                                         |                                     |                         |                         |

- 5.000 m marcha en pista - 19:44.07 (Jalapa, 10 de noviembre de 2001).[2]
- 20 km marcha en ruta - 1h:17:46 (Eisenhüttenstadt, 8 de mayo de 1999).[2]
- 20.000 m marcha en pista - 1h:23:37.5 (Bergen, 6 de mayo de 2000).[2]
- 50 km marcha en ruta - 3h:56:19 (Naumburg, 1 de mayo de 2004).[2]
- 1 hora marcha - 14.495 m (Bergen, 6 de mayo de 2000) cronometrado al paso.[2]